# 圣公会圣马可座堂 (明尼阿波利斯)

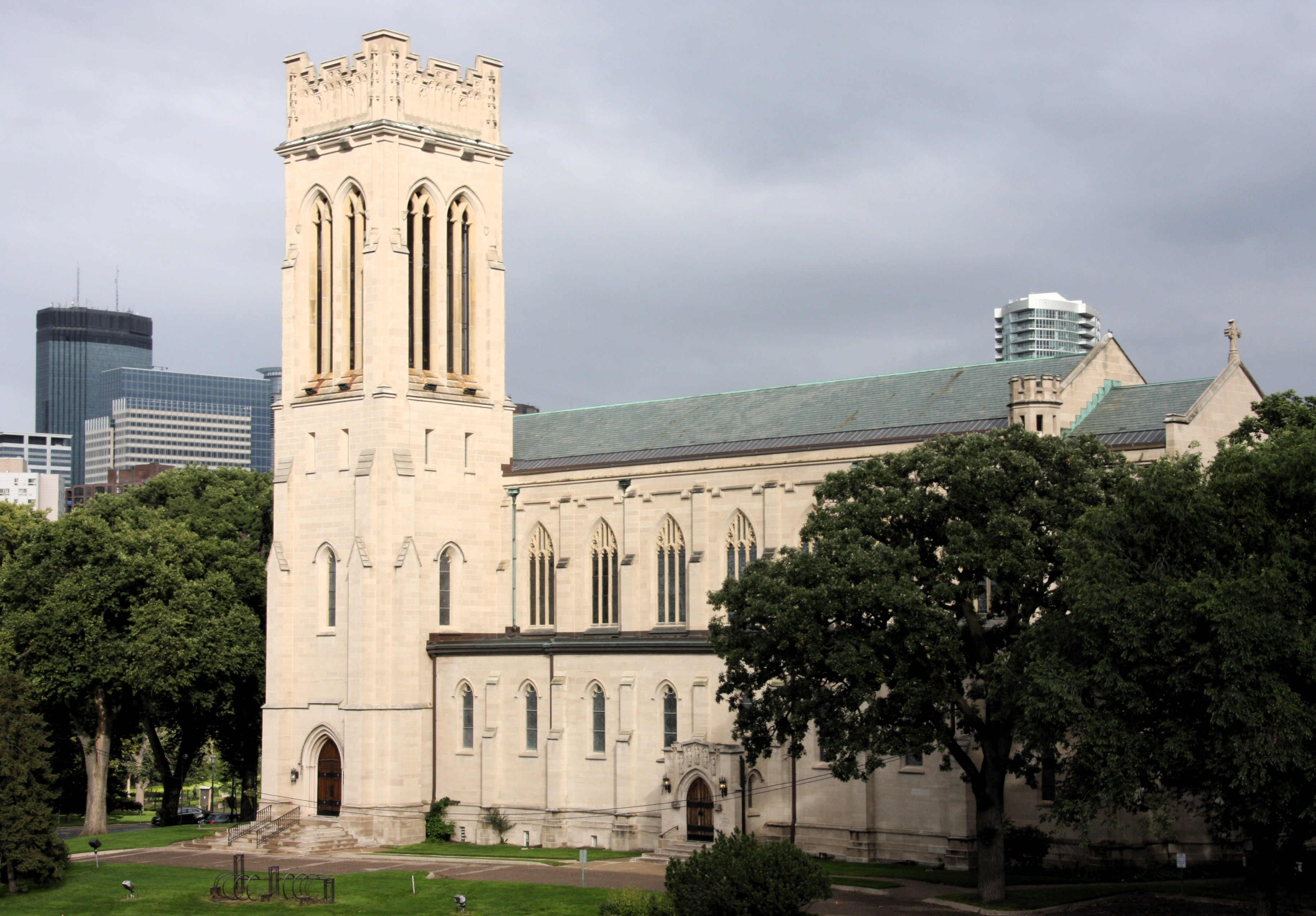
圣公会圣马可座堂

圣公会圣马可座堂（Saint Mark's Episcopal Cathedral）位于明尼阿波利斯亨内平大道，俯瞰罗林公园，是圣公会明尼苏达教区的两座主教座堂之一。

## 历史
该教堂始建于1858年，然后在1863年，原来的建筑用牛拉的雪橇迁到城市中心。从1870年至1908年使用一座新建筑。今天的圣马可座堂的是由建筑师、教友埃德温·霍利·休伊特设计，建于1910年， 1941年升格为主教座堂，主教府从法里博的仁慈救主座堂（Cathedral of Our Merciful Saviour）迁此。
座堂的庭院内有一个圣经花园。
1910至1950年，作曲家士丹利R.艾利担任圣马可堂的唱诗班指挥和管风琴手。
1954年，该堂举办了第一次在英国以外举行的世界圣公会大会。，1976年在此举办的全国大会正式接受女性担任牧师，并采纳了美国现在使用的公祷书。2003年，在圣马可座堂举行的大会选举一位公开的同志罗宾逊牧师担任圣公会新罕布什尔教区主教。